# Jamne (rejon kamionecki)
Jamne (ukr. Ямне) – wieś w obwodzie lwowskim, w rejonie lwowskim (wcześniej w rejonie kamioneckim) na Ukrainie. Miejscowość powstała w 1527 r.
W II Rzeczypospolitej gmina wiejska. Od 1 sierpnia 1934 r., w ramach reformy scaleniowej stała się częścią gminy Żelechów Wielki w powiecie kamioneckim.
109 mieszkańców.